# 金炯周
金　炯周（キム・ヒョンジュ　Kim Hyung-Ju　1976年3月14日- ）は韓国の柔道選手。階級は66kg級。

## 人物
2000年のアジア選手権66kg級で2位になるが、シドニーオリンピックには出場できなかった。2001年の東アジア大会では3位になると、世界選手権では銅メダルを獲得した。2002年に地元の釜山で開催されたアジア大会では優勝を飾った。2003年には嘉納杯とフランス国際で2位になるが、翌年のアテネオリンピックには出場できなかった。

## 主な戦績
- 1999年 - 韓国国際　優勝
- 2000年 - アジア選手権　2位
- 2001年 - ドイツ国際　優勝
- 2001年 - 東アジア大会　3位
- 2001年 - 世界選手権　3位
- 2002年 - 日本国際柔道大会　3位
- 2002年 - ハンガリー国際　優勝
- 2002年 - アジア大会　優勝
- 2003年 - 嘉納杯　2位
- 2003年 - フランス国際　2位
- 2003年 - 青島国際　優勝
- 2009年 - グランプリ・ハンブルク　2位